# Ácido peryódico
El ácido peryódico, o ácido yódico (VII)  es un oxácido de yodo que tiene la fórmula química HIO4 (ácido metaperyódico) o H5IO6 (ácido ortoperyódico).
|  |

En una disolución acuosa diluida, el ácido peryódico existe como los iones discretos hidronio (H3O+) y metaperyodato (IO4−). Cuando está más concentrado, se forma el ácido ortoperyódico, y se disocia en los iones hidronio y ortoperyodato IO65−. En la práctica, los iones metaperyodato y ortoperyodato coexisten en un equilibrio químico dependiente del pH:
IO4− + 6 H2O {\displaystyle \rightleftharpoons } IO65− + 4 H3O+
El ácido ortoperyódico puede ser obtenido como un sólido cristalino que puede ser deshidratado a ácido metaperyódico, HIO4. Un mayor calentamiento produce pentóxido de diyodo (I2O5) y oxígeno en vez del anhídrido esperado heptóxido de diyodo; este anhídrido no aparece en la naturaleza pero puede ser formado sintéticamente.
Habiendo dos formas de ácido peryódico, se sigue que son formados dos tipos de sales de peryodato. Por ejemplo, el metaperyodato de sodio, NaIO4, puede ser sintetizado a partir de HIO4 mientras que el ortoperyodato de sodio, Na5IO6, puede ser sintetizado a partir del H5IO6. Los metaperyodatos tienen solubilidades y propiedades químicas similares a los percloratos, ya que son similares pero tienen un mayor tamaño de ion, aunque son menos oxidantes que los percloratos.
El ácido peryódico se utiliza en química orgánica para el análisis estructural. El ácido peryódico causará una ruptura oxidativa de un diol vecinal en dos aldehídos o cetonas en fragmentos. Esto puede ser útil en determinación de la estructura de los carbohidratos.